# Аэдона
Аэдо́на, Аэдон (др.-греч. Ἀηδών, лат. Aedon, в переводе Жуковского Аида) — персонаж древнегреческой мифологии. Согласно Гомеру, критянка, дочь Пандарея, жена Зефа. Она завидовала Ниобе, жене Амфиона (брата Зефа), у которой было много детей, и решила убить её старшего сына, но по ошибке убила своего единственного сына Итила. Превращена в соловья и оплакивает его.
По версии, приводимой Антонином Либералом, Аэдона — дочь Пандарея из Эфеса. Жена Политехна из Колофона, мать Итиса. Её сестру Хелидониду изнасиловал Политехн и сделал своей служанкой. Они накормили мясом Итиса Политехна и бежали. Аэдона превращена в птицу и оплакивает сына Итиса. Брат Аэдоны стал удодом. Этот миф представляет собой другой вариант мифа о Терее, Прокне и Филомеле.